# Ястшембе (Свецький повіт)
Ястшембе (пол. Jastrzębie) — село в Польщі, у гміні Джицим Свецького повіту Куявсько-Поморського воєводства.
Населення — 476 осіб (2011).
У 1975-1998 роках село належало до Бидгощського воєводства.

## Демографія
Демографічна структура станом на 31 березня 2011 року:
|          | Загалом | Допрацездатний вік | Працездатний вік | Постпрацездатний вік |
| -------- | ------- | ------------------ | ---------------- | -------------------- |
| Чоловіки | 239     | 52                 | 159              | 28                   |
| Жінки    | 237     | 51                 | 143              | 43                   |
| Разом    | 476     | 103                | 302              | 71                   |